# Jerusalem (Beiname)
Den Beinamen Jerusalem des Nordens, Südens, Ostens, Westens, Afrikas usw. tragen ehrenhalber und respektvoll verschiedene Städte (bzw. Orte) außerhalb von Jerusalem und Palästina.

## Jerusalem des Nordens
- Hamburg, die zweitgrößte Stadt Deutschlands[1]
- Vilnius, die Hauptstadt Litauens
- Visby auf Gotland in Schweden
- Trondheim in Norwegen[2]
- Montreal, die Metropole im Osten Kanadas[3]
- Antwerpen, größte Stadt Belgiens[4]

## Jerusalem des Südens
- Alexandria[3]
- Djerba[3]
- Memphis (Tennessee) in den USA[3]

## Jerusalem des Ostens
- Kiew, die Hauptstadt der Ukraine[5]
- Nanjing, die frühere Hauptstadt Chinas[3]
- Pjöngjang, die Hauptstadt Nordkoreas[3][6]

## Jerusalem des Westens
- Toledo in Spanien[7]
- Amsterdam, Hauptstadt der Niederlande[8]
- Straßburg in Frankreich
- Prag, Hauptstadt Böhmens und Tschechiens[9]
- Berlin, die deutsche Hauptstadt

## Jerusalem des Südostens
- Sarajevo, die Hauptstadt von Bosnien und Herzegowina (auch „kleines Jerusalem“ genannt)[10]

## Jerusalem Afrikas
- Djerba vor der Küste Tunesiens
- Oudtshoorn in Südafrika
- Alexandria in Ägypten

## Mehrfach
- Pitigliano, Ort in der Toskana, „Klein-Jerusalem“, „Piccola Gerusalemme“
- Lalibela in Äthiopien[11] („Jerusalem Afrikas“, „Neu-Jerusalem“ oder „Jerusalem des Südens“)
- Antwerpen, die Metropole Flanderns in Belgien („Jerusalem des Westens“ oder „Jerusalem des Nordens“)[12][13]
- Vilnius, die Hauptstadt Litauens[14] („Jerusalem des Ostens“ oder „Jerusalem des Nordens“) – Als liberale Stadt diente sie oft als Zufluchtsort für verfolgte Juden aus Mitteleuropa und Russland und wurde zu einem Zentrum der jüdischen Kultur.

## Weitere
- Fürth wird auch als „Fränkisches Jerusalem“ bezeichnet.[15] Dieser ursprüngliche, judenfeindliche Spottname wurde als Name eines Dokumentarfilms von 1987 zu einem Ehrentitel.
- Als „chinesisches Jerusalem“ wird die Stadt Wenzhou vom Historiker Niall Ferguson bezeichnet, weil in ihr viele christliche Unternehmer tätig sind.
- Vilnius, die Hauptstadt von Litauen, hat einen Stadtteil namens Jeruzalė.
- Kansk, „Jerusalem Sibiriens“[3]
- Czernowitz, „Jerusalem am Pruth“